# Vietteopoloma madagascariensis
Vietteopoloma madagascariensis är en fjärilsart som beskrevs av Erich Martin Hering 1961. Vietteopoloma madagascariensis ingår i släktet Vietteopoloma och familjen snigelspinnare. Inga underarter finns listade i Catalogue of Life.